# Salto Fútbol Club
O Salto Fútbol Club é um clube de futebol uruguaio com sede em Salto, no departamento homônimo, fundado em 19 de novembro de 2002. Manda seus jogos no Juan José Vispo Mari, localizado na cidade de Salto, que tem capacidade para 3.500 pessoas aproximadamente.
O clube já disputou a segunda divisão profissional do Campeonato Uruguaio em três ocasiões (2003, 2004 e 2005). E desde 2021, compete na Primeira Divisão "C", a terceira divisão uruguaia.

## História
A história do Salto Fútbol Club começou oficialmente em 19 de novembro de 2002, quando foi fundado com a missão de representar não apenas a cidade de Salto, mas todo o departamento homônimo, no futebol profissional uruguaio.
Pouco tempo depois de sua fundação, o clube ingressou no cenário profissional por meio de um processo de licitação pela Associação Uruguaia de Futebol (AUF). Assim, em 2003, o Salto FC estreou na Segunda Divisão Profissional, e logo em seu primeiro campeonato terminou na 7ª colocação, desempenho expressivo para um clube recém-criado.
Na temporada seguinte, em 2004, o clube voltou a disputar a Segunda Divisão, mas dessa vez com resultados menos favoráveis, encerrando sua participação na 16ª posição. Em 2005, em razão de problemas financeiros, o Salto FC se retirou das competições profissionais — situação que perduraria por quase duas décadas.
Em fevereiro de 2014, uma tentativa de retorno chegou a ser formalizada junto à AUF por meio de um pedido oficial. No entanto, o processo não avançou.
Em 2021, o clube laranja (cor do clube) retornou ao futebol uruguaio após 17 temporadas de ausência. Reestruturado e com nova gestão, o Salto FC disputou o campeonato da Primera División Amateur, equivalente à terceira divisão nacional.
| \| 2002 - Fundação do Salto Fútbol Club 2003 - Filiação à AUF. - 7º lugar na segunda divisão 2004 - 16º lugar na segunda divisão \| 2005 - 14º lugar na segunda divisão - Desfiliação da AUF por dívidas. 2020 - Refiliação à AUF. \| 2021 - 6º lugar na terceira divisão 2022 - 15º lugar na terceira divisão 2023 - 21º lugar na terceira divisão \| 2024 - 14º lugar na terceira divisão 2025 - Temporada em disputa. \| |                                                                                                | |                                                                   |
| 2002 - Fundação do Salto Fútbol Club 2003 - Filiação à AUF. - 7º lugar na segunda divisão 2004 - 16º lugar na segunda divisão | 2005 - 14º lugar na segunda divisão - Desfiliação da AUF por dívidas. 2020 - Refiliação à AUF. | 2021 - 6º lugar na terceira divisão 2022 - 15º lugar na terceira divisão 2023 - 21º lugar na terceira divisão | 2024 - 14º lugar na terceira divisão 2025 - Temporada em disputa. |

## Participações
- Atualizado até a temporada de 2025

| Competição                             | Total | Ano(s)    |
| -------------------------------------- | ----- | --------- |
| Campeonato Uruguaio ― Primeira Divisão | 0     | nenhum    |
| Campeonato Uruguaio ― Segunda Divisão  | 3     | 2003–2005 |
| Campeonato Uruguaio ― Terceira Divisão | 5     | 2021–     |